# Anisodes lateritica
Anisodes lateritica är en fjärilsart som beskrevs av Holloway 1979. Anisodes lateritica ingår i släktet Anisodes och familjen mätare. Inga underarter finns listade i Catalogue of Life.